# Pigeon Forge
Pigeon Forge és una població dels Estats Units a l'estat de Tennessee. Segons el cens del 2000 tenia 5.083 habitants.

## Demografia
Segons el cens del 2000, Pigeon Forge tenia 5.083 habitants, 2.021 habitatges, i 1.402 famílies. La densitat de població era de 169,5 habitants/km².
Dels 2.021 habitatges en un 28,9% hi vivien nens de menys de 18 anys, en un 51,8% hi vivien parelles casades, en un 13,2% dones solteres, i en un 30,6% no eren unitats familiars. En el 24,2% dels habitatges hi vivien persones soles el 8,9% de les quals corresponia a persones de 65 anys o més que vivien soles. El nombre mitjà de persones vivint en cada habitatge era de 2,45 i el nombre mitjà de persones que vivien en cada família era de 2,89.
Per edats la població es repartia de la següent manera: un 22,5% tenia menys de 18 anys, un 9,4% entre 18 i 24, un 28,5% entre 25 i 44, un 24,1% de 45 a 60 i un 15,6% 65 anys o més.
L'edat mediana era de 38 anys. Per cada 100 dones de 18 o més anys hi havia 87,3 homes.
La renda mediana per habitatge era de 30.746 $ i la renda mediana per família de 34.505 $. Els homes tenien una renda mediana de 26.397 $ mentre que les dones 21.370 $. La renda per capita de la població era de 16.621 $. Entorn del 10% de les famílies i el 13,4% de la població estaven per davall del llindar de pobresa.

## Poblacions més properes
El següent diagrama mostra les poblacions més properes.